# هاینتس پاتزلت
هاینتس پاتزلت (انگلیسی: Heinz Patzelt؛ زادهٔ ۱ ژانویهٔ ۱۹۵۷) نظریه‌پرداز حقوق و اهل اتریش است. وی از سال ۱۹۹۸ دبیرکل عفو بین‌الملل در اتریش بوده است.

## زندگی‌نامه
کلیسای کاتولیک وین به‌طور رسمی دانشکده خصوصی استو هاینتس مدرک مهندسی خود را از این کالج شروع کرد. متعاقباً رشته خود را به دانش نظری حقوق تغییر داد و موفق به کسب کارشناسی ارشد شد. در هنگام تحصیل همزمان در یک آژانس آگهی کار می‌کرد، سپس در یک شرکت نرم‌افزار سازی مشغول به کار شد. علاوه بر این او سالیان به‌طور داوطلبانه به عنوان راننده نجات در مالت به معلولان کمک کرده و از شهروندان پشتیبانی می‌کرد. از سال ۱۹۹۸ پاتزلت دبیرکل عفوبین‌الملل در اتریش است.

## فعالیت‌حرفه‌ای
در ۶ اوت ۲۰۱۵ هاینتس پاتزلت دبیرکل عفو بین‌الملل اتریش برای بررسی وضعیت پناهندگان به اردوگاه پناهندگان در ترایزکیرشن رفت که بیش از ۴۸۰۰ مهاجر و پناهنده در آنجا اسکان داشتند. در این رویداد سیروس میرزایی متخصص پزشکی عفوبین‌الملل گزارش کرد که پناهجویان باید برای روزها منتظر بمانند تا از امکانات پزشکی برخوردارشوند، علت آن هم ازدیاد پناهندگان زیادی دریک زمان کوتاه بوده است. در این یادداشت اشاره شده بود که در کل اردوگاه چهار دکتر حضور دارند و دوش و امکانات بهداشتی هم ناپدید شده است. بدنبال این پاتزلت مدعی شد که اتریش مرتکب نقض حقوق بشر شده و باید روی کودکان و اقلیت‌ها توجه خاص کند.
- دبیرکل‌های عفو بین‌الملل

| دبیرکل        | دفتر        | کشور          |
| ------------- | ----------- | ------------- |
| هاینتس پاتزلت | ۱۹۹۸–اکنون  | اتریش         |
| پیتر بننسون   | ۱۹۶۱–۶۶     | انگلستان      |
| اریک بیکر     | ۱۹۶۶–۶۸     | انگلستان      |
| مارتین انالز  | ۱۹۶۸–۸۰     | انگلستان      |
| توماس هامربرگ | ۱۹۸۰–۸۶     | سوئد          |
| یان مارتین    | ۱۹۸۶–۹۲     | بریتانیا      |
| پیر سین       | ۱۹۹۲–۲۰۰۱   | سنگال         |
| ایرنه خان     | ۲۰۰۱–۱۰     | بنگلادش       |
| سلیل شتی      | ۲۰۱۰ – ۲۰۱۸ | هند           |
| کومی نایدو    | ۲۰۱۸–اکنون  | آفریقای جنوبی |